# Thomas Boude
Thomas Boude (* 17. Mai 1752 in Lancaster, Province of Pennsylvania; † 24. Oktober 1822 in Columbia, Pennsylvania) war ein US-amerikanischer Politiker. Zwischen 1801 und 1803 vertrat er den Bundesstaat Pennsylvania im US-Repräsentantenhaus.

## Werdegang
Thomas Boude besuchte private Schulen seiner Heimat. Während des Unabhängigkeitskrieges diente er in der Kontinentalarmee unter General Anthony Wayne. Dabei stieg er bis zum Brevet-Major auf. Nach dem Krieg arbeitete er in Columbia als Holzhändler. Er war einer der Gründer und Mitglied der Society of the Cincinnati. Zwischen 1794 und 1796 saß er als Abgeordneter im Repräsentantenhaus von Pennsylvania. Politisch wurde er Mitglied der Ende der 1790er Jahre von Alexander Hamilton gegründeten Föderalistischen Partei.
Bei den Kongresswahlen des Jahres 1800 wurde Boude im siebten Wahlbezirk des Staates Pennsylvania in das US-Repräsentantenhaus in Washington, D.C. gewählt, wo er am 4. März 1801 die Nachfolge von John W. Kittera antrat. Da er im Jahr 1802 nicht bestätigt wurde, konnte er bis zum 3. März 1803 nur eine Legislaturperiode im Kongress absolvieren. Nach seiner Zeit im US-Repräsentantenhaus arbeitete Boude wieder im Holzhandel. Er starb am 24. Oktober 1822 in Columbia.